# Operační sál

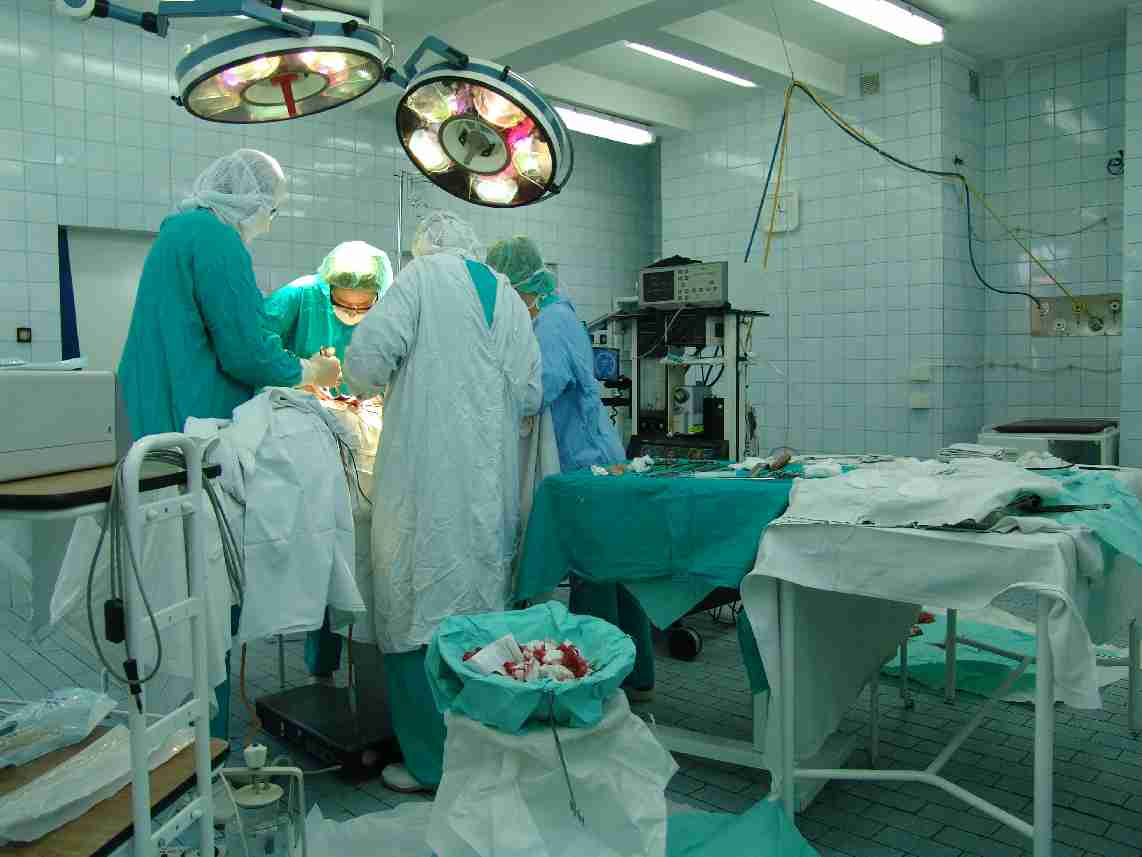
Moderní operační sál

Operační sál je zařízení v nemocnici, kde jsou v aseptickém prostředí prováděny chirurgické operace.
Historicky se termín „operační sál“ (anglicky operating theatre, v doslovném překladu „operační divadlo“) vztahoval na nesterilní, stupňovité divadlo nebo amfiteátr, ve kterém mohli studenti a další diváci sledovat chirurgy, kteří provádějí operaci. Současné operační sály postrádají divadelní scénu, zbývají pouze dva staré divadelní operační sály, oba se zachovaly jako součást muzeí.

## Operační sály
Operační sály jsou prostorné, snadno se čistí a jsou dobře osvětlené, obvykle stropními chirurgickými světly, přičemž v nich mohou být obrazovky a monitory. Operační sály jsou obvykle bez oken a mají regulovanou teplotu a vlhkost. Speciální vzduchotechnika filtruje vzduch a udržuje mírný přetlak. Elektřina má záložní systémy pro případ výpadku proudu. Místnosti jsou vybaveny rozvody kyslíku a případně dalších anestetických plynů. Klíčové vybavení se skládá z operačního stolu a anesteziologického vozíku. Kromě toho existují stolky pro přípravu nástrojů. Je zde úložný prostor pro běžné chirurgické potřeby. K dispozici jsou i kontejnery na odpad. Mimo operační sál je umývárna, kterou používají chirurgové, anesteziologové a zdravotní sestry před operací. Operační sál má plánek, který umožní úklidu zarovnat operační stůl a zařízení do původního uspořádání.
Několik operačních sálů je součástí komplexu operačních sálu, který tvoří samostatnou část zdravotnického zařízení. Kromě operačních sálů a jejich umýváren obsahuje prostory pro personál, kde se mohou převlékat, umývat, připravovat a odpočívat. Ve větších zařízeních je komplex sálů obsluhován vlastní vzduchotechnikou a oddělena od ostatních oddělení, takže přístup má pouze oprávněný personál.
Aktuální doporučená teplota operační místnosti je mezi 18 a 23 °C. Operační sály jsou obvykle udržovány pod teplotou 23 °C. Chirurgové nosí několik vrstev oblečení (chirurgické pláště, zástěry) a mohou se potit, pokud nejsou udržováni v chladu, což může snížit koncentraci a zvýšit chybovost. Vyšší teploty zvýšily subjektivní frustraci chirurgického personálu. Jednou z možností je zahřát pouze pacienta, aby se zabránilo infekci v místě chirurgického zákroku a aby se chirurgický tým udržoval v chladu.

### Vybavení operačních sálů

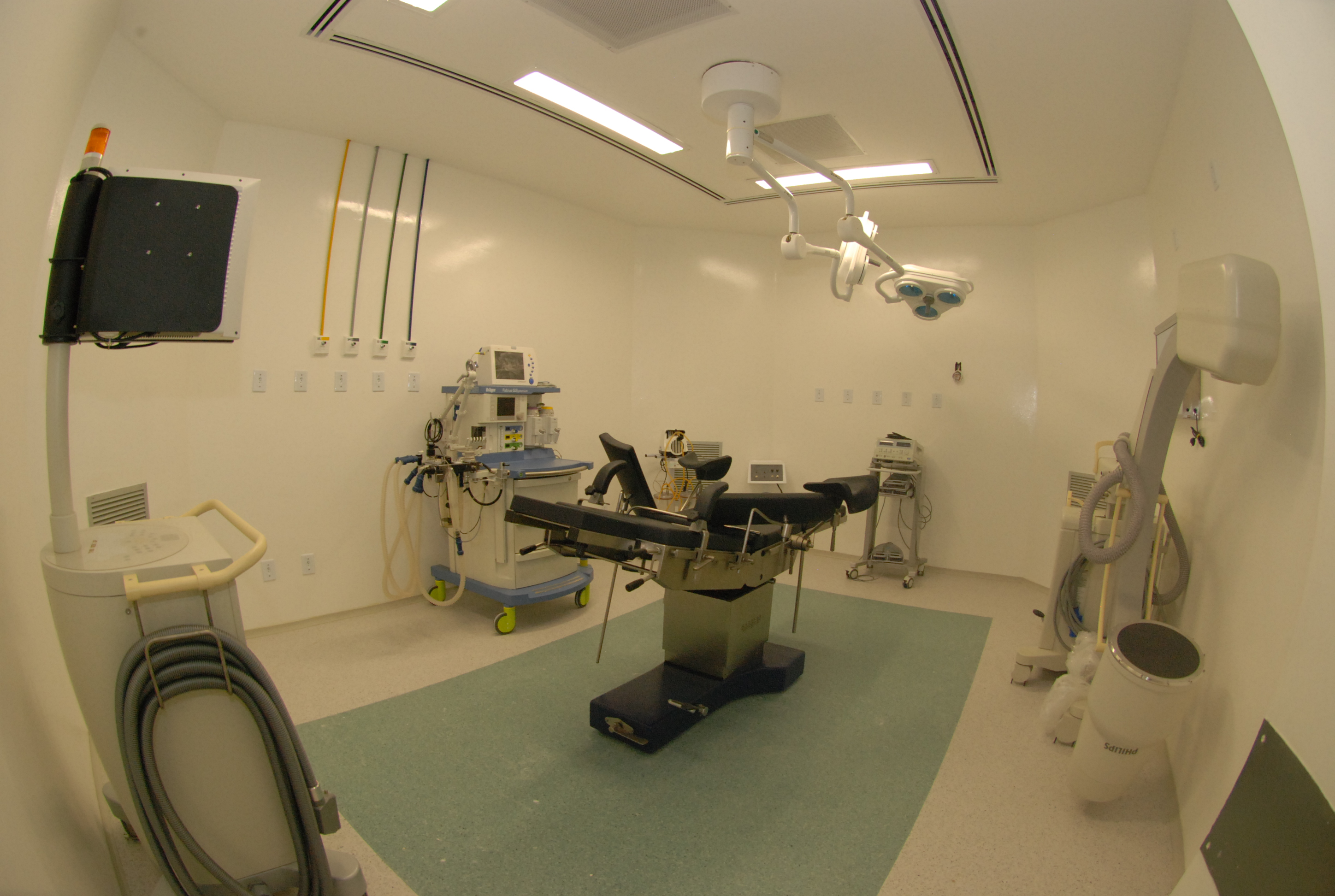
Operační sál

- Operační stůl uprostřed místnosti lze zvednout, spustit a naklonit v libovolném směru.
- Osvětlení operačního sálu je nad stolem, aby během operace poskytovala jasné světlo bez stínů.
- Anesteziologický přístroj je v čele operačního stolu. Tento přístroj má trubice, které se připojují k pacientovi, aby mu pomohly při dýchání během operace a vestavěné monitory.
- Anesteziologický vozík je vedle anesteziologického přístroje. Obsahuje léky, vybavení a další předměty, které může anesteziolog potřebovat.
- Sterilní nástroje používané během chirurgického zákroku jsou uspořádány na nerezovém stole.
- Monitor životních funkcí (který zaznamenává srdeční frekvenci a respirační frekvenci pomocí adhezivních náplastí umístěných na hrudi pacienta).

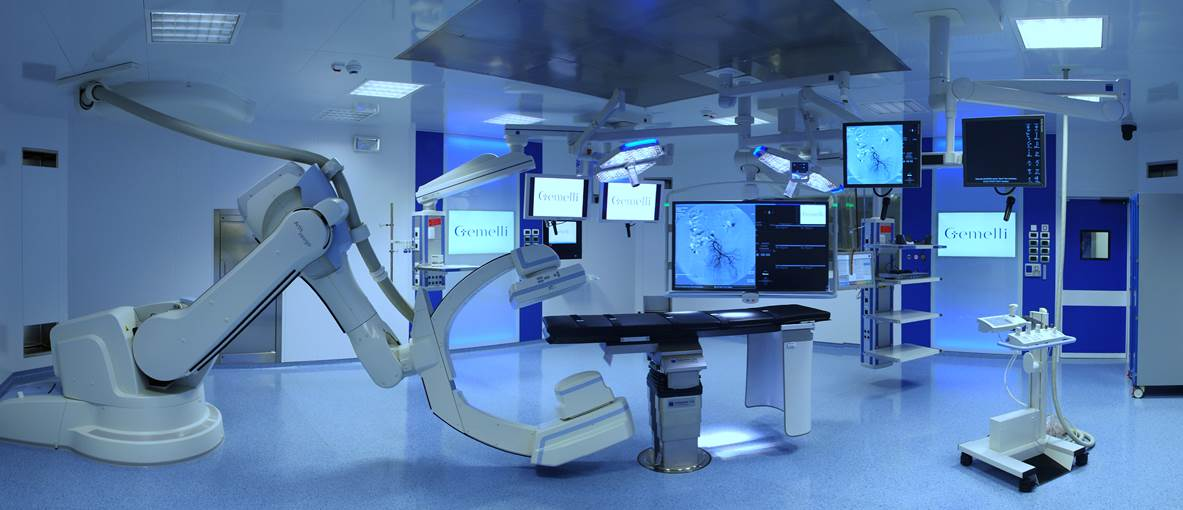
Hybridní operační sál pro kardiovaskulární chirurgii v nemocnici Gemelli v Římě

- Elektrokauterizační přístroj používá vysokofrekvenční elektrické signály k kauterizaci nebo utěsnění krevních cév a může být také použit k proříznutí tkáně s minimálním množstvím krvácení.
- Pokud to vyžaduje chirurgický zákrok, může být do místnosti přivezen mimotělní oběh nebo jiné specializované vybavení.
- Pokroky v technologii nyní podporují hybridní operační sály, které integrují diagnostické zobrazovací systémy, jako je MRI a srdeční katetrizace, do operačního sálu, aby pomohly chirurgům při specializovaných neurologických a srdečních postupech.

## Vybavení chirurga a asistentů
Lidé na operačním sále nosí OOP (osobní ochranné prostředky), aby zabránili bakteriím infikovat chirurgický řez.
Ty zahrnují:
- čepici zakrývající jejich vlasy;
- masky přes jejich tvář, zakrývající jejich ústa a nos s minimálními mezerami;
- brýle na očích, včetně speciálních barevných brýlí pro použití s různými lasery;
- sterilní rukavice, které obvykle neobsahují latex kvůli alergii, která ovlivňuje některé zdravotnické pracovníky a pacienty;
- dlouhé pláště, se spodkem pláště ne blíž než šest centimetrů k zemi;
- ochranné potahy na jejich obuvi;
- pokud se očekává použití rentgenového záření, používají se olověné obleky, aby se zabránilo nadměrnému vystavení záření.

Chirurg může také nosit speciální brýle, které mu pomohou lépe vidět. Sestra a anesteziolog nemusí mít OOP, protože nejsou součástí sterilního týmu. Musí udržovat vzdálenost 30–40 cm od jakéhokoli sterilního předmětu, osoby nebo pole.

## Dějiny
Raná operační divadla, ve vzdělávacím prostředí, měla ve středu vyvýšené stoly nebo židle pro provádění operací obklopených posluchárnou pro studenty a další diváky, aby sledovali probíhající operaci. Chirurgové měli na sobě civilní oblečení se zástěrou, aby si ochránili oblečení před skvrnami od krve, a operovali holýma rukama nesterilizovanými nástroji.

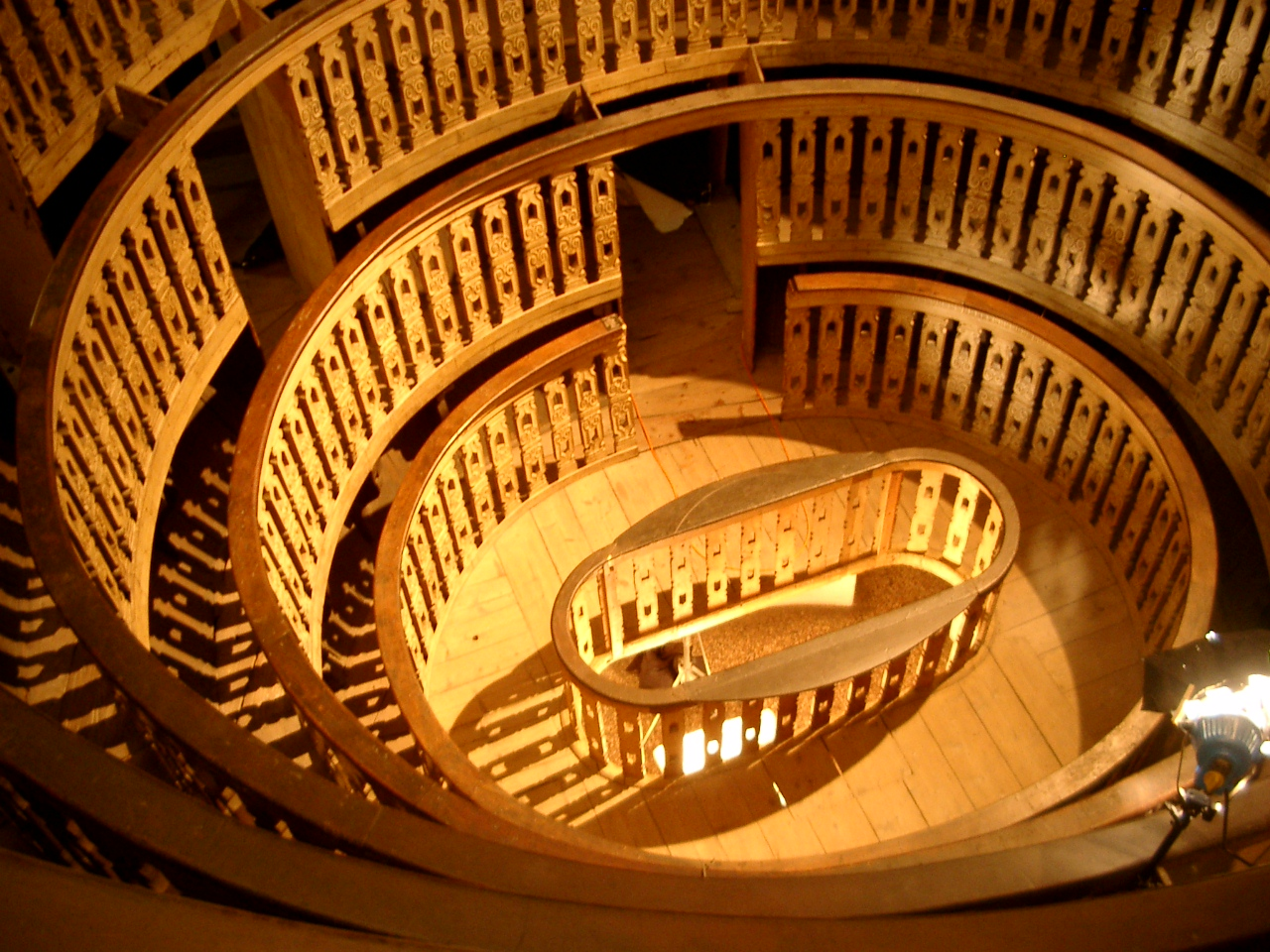
Univerzita v Padově je domovem nejstaršího dochovaného operačního divadla v Evropě, pocházejícího z roku 1595, sloužilo jako anatomická přednášková síň, kde profesoři používali pouze zemřelé.

Univerzita v Padově začala učit medicínu v roce 1222. Hrála hlavní roli při identifikaci a léčbě nemocí a onemocnění, specializovala se na pitvy a vnitřní fungování těla. V roce 1884 německý chirurg Gustav Neuber zavedl ucelený soubor opatření, aby zajistil sterilizaci a aseptické provozní podmínky pomocí plášťů, čepic a potahů na boty, které byly všechny očištěny v jeho nově vynalezeném autoklávu. V roce 1885 navrhl a postavil soukromou nemocnici, kde byly stěny, podlahy a ruce, paže a obličeje personálu omývány chloridem rtuťnatým, nástroje byly vyrobeny s plochými povrchy a police byla snadno čistitelná. Neuber také představil samostatné operační sály pro infikované a neinfikované pacienty a použití zahřátého a filtrovaného vzduchu v divadle k odstranění choroboplodných zárodků.

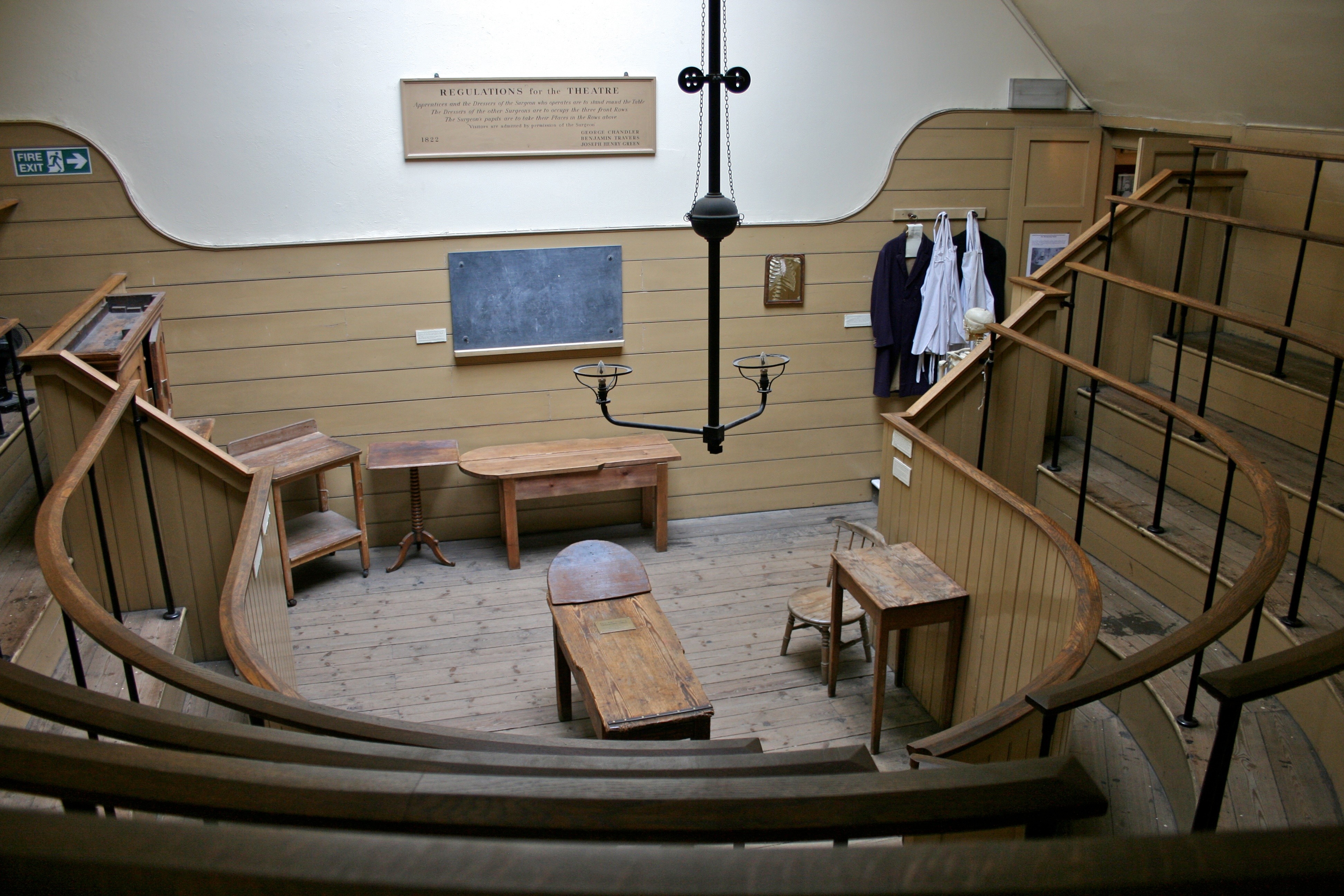
Staré operační divadlo v Londýně

Za nejstarší dochované operační divadlo je považováno operační divadlo Pensylvánské nemocnice ve Filadelfii z roku 1804. Operační divadlo Všeobecné nemocnice v Massachusetts z roku 1821 se stále používá jako posluchárna.
Dalším dochovaným operačním divadlem je Staré operační divadlo v Londýně. Bylo postaveno v roce 1822, je nyní muzeum chirurgické historie. Divadlo na univerzitě v Padově v Itálii v Palazzo Bo bylo postaveno a používáno jako posluchárna pro studenty medicíny, kteří sledovali pitvu mrtvol, nikoli chirurgické operace.